# Desmodium
Genre
Synonymes
- Ougeinia Benth.[2]

Desmodium est un genre de plantes à fleurs dicotylédones de la famille des Fabaceae, sous-famille des Faboideae, à répartition pantropicale, qui comprend plus de 300 espèces.

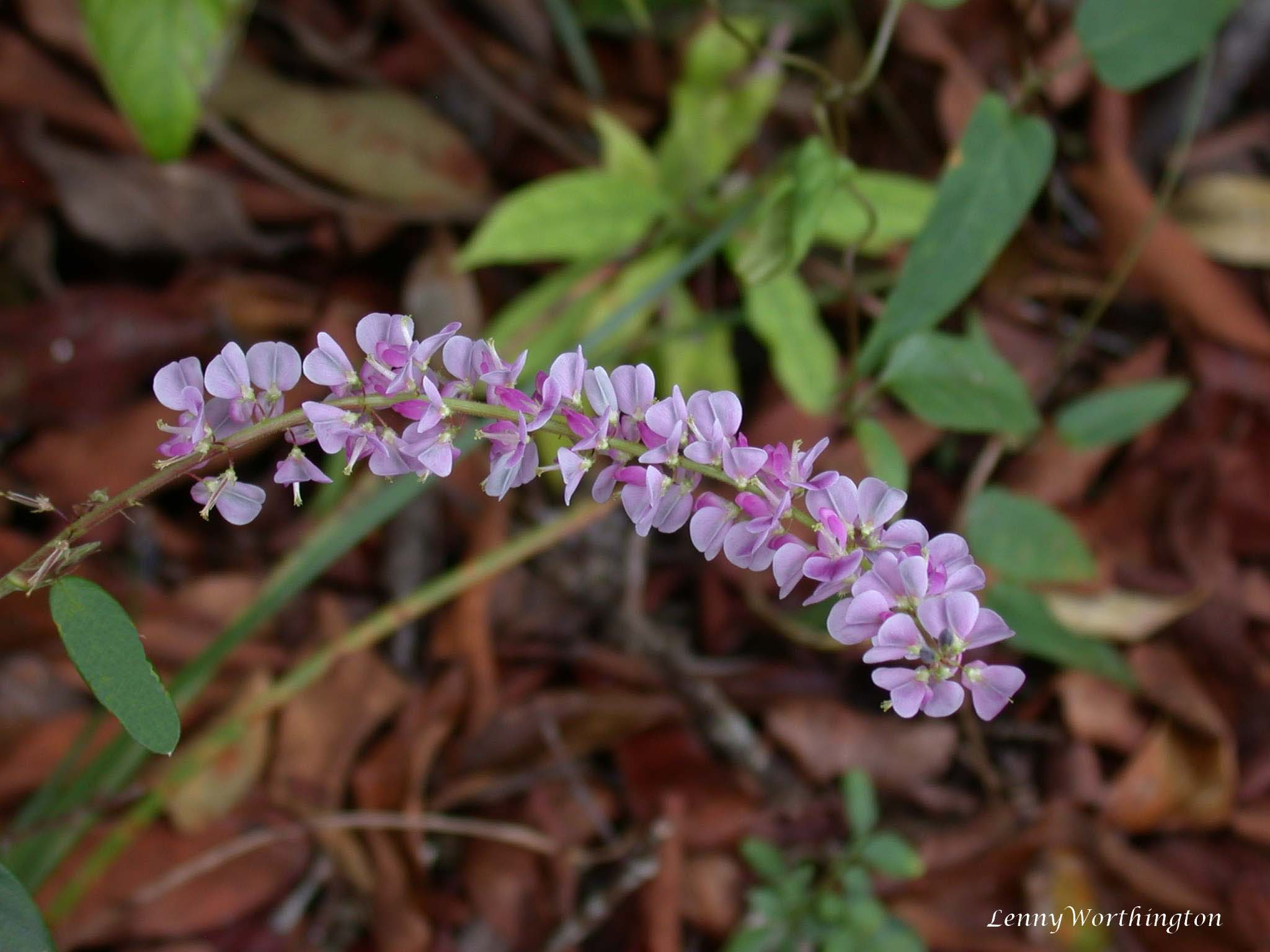
Desmodium heterocarpon, au parc national de Khao Yai, en Thaïlande.

Ce sont des plantes herbacées, des arbustes ou des arbrisseaux, aux feuilles généralement trifoliées et aux fleurs petites et nombreuses groupées en grappes ou panicules.
Les plantes du genre Desmodium sécrètent des substances chimiques qui repoussent les insectes et tuent certaines semences. Certaines espèces sont utilisées dans les techniques de répulsion-attraction en agriculture.

## Liste d'espèces
Selon Catalogue of Life (21 octobre 2018) :
- Desmodium acanthocladum F.Muell.
- Desmodium adscendens (Sw.)DC.
- Desmodium affine Schltdl.
- Desmodium alamanii DC.
- Desmodium alysicarpoides Meeuwen
- Desmodium ambiguum Hemsl.
- Desmodium amethystinum Dunn
- Desmodium amplifolium Hemsl.
- Desmodium ancistrocarpum DC.

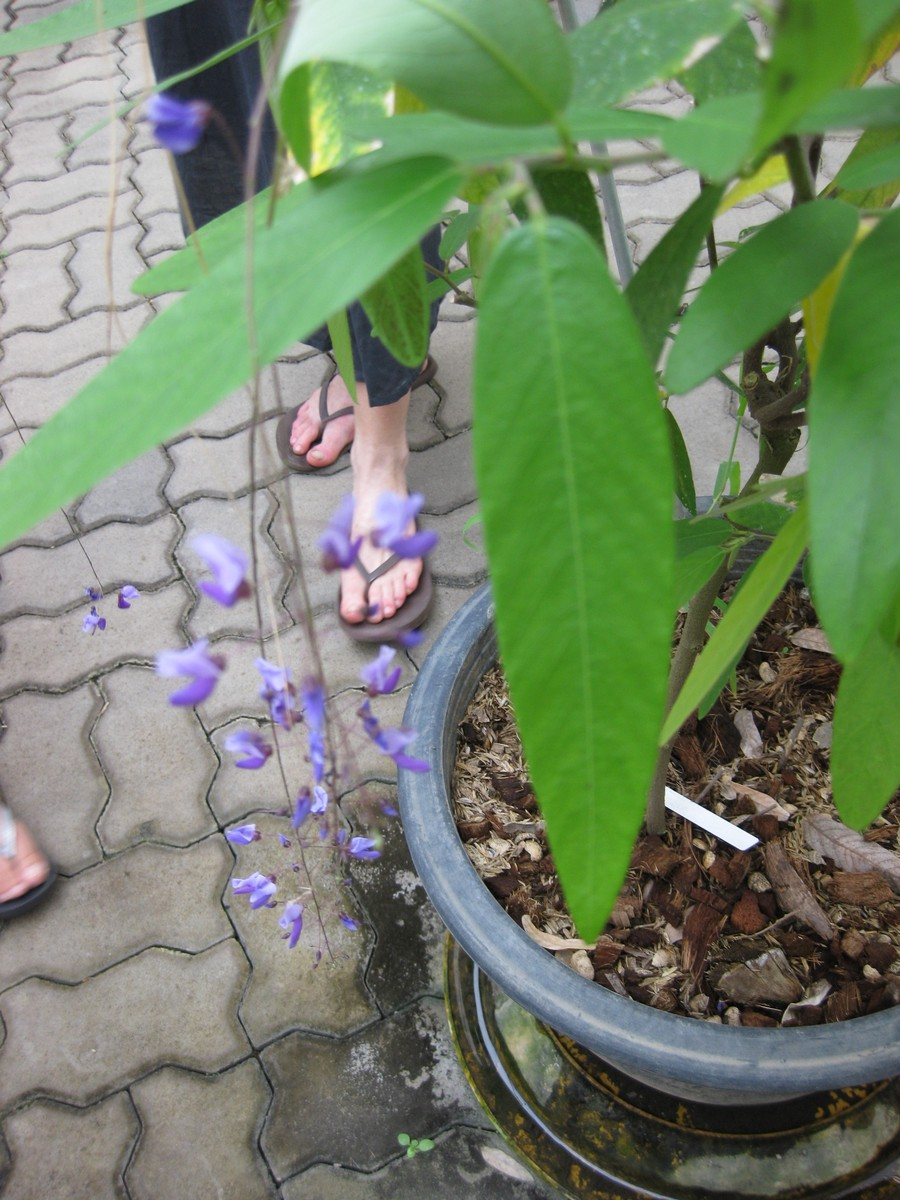
Desmodium oblongum, au Jardin botanique de la reine Sirikit, en Thaïlande.

- Desmodium angustatum (Rose & Standl.)Standl.
- Desmodium angustifolium (Kunth)DC.
- Desmodium annuum A.Gray
- Desmodium aparines (Link)DC.
- Desmodium appressipilum B.G.Schub.
- Desmodium arbuscula Standl. & L.O.Williams
- Desmodium arechavaletae Burkart
- Desmodium arenicola (Vail)F.J.Herm.
- Desmodium arinense Hoehne
- Desmodium arizonicum S.Watson
- Desmodium asperum Desv.
- Desmodium auricomum Benth.
- Desmodium axillare (Sw.)DC.
- Desmodium barbatum (L.)Benth.
- Desmodium batocaulon A.Gray
- Desmodium bellum (S.F.Blake)B.G.Schub.
- Desmodium benthamii N.P.Balakr.
- Desmodium bioculatum S.Watson
- Desmodium bolsteri Merr. & Rolfe
- Desmodium boottii S.Watson
- Desmodium brachypodum A.Gray
- Desmodium brachystachyum Schltdl.
- Desmodium bracteatum Micheli
- Desmodium brevipes Vogel
- Desmodium bridgesii (Schindl.)Burkart
- Desmodium brownii Schindl.
- Desmodium cajanifolium (Kunth)DC.
- Desmodium callianthum Franch.
- Desmodium callilepis Hemsl.
- Desmodium campylocaulon Benth.
- Desmodium campyloclados Hemsl.
- Desmodium canadense (L.)DC.
- Desmodium canaliculatum B.G.Schub.
- Desmodium canescens (L.)DC.
- Desmodium caripense G.Don
- Desmodium chamissonis Vogel
- Desmodium chartaceum Brandegee
- Desmodium chiapense Brandegee
- Desmodium ciliare (Willd.)DC.
- Desmodium cinerascens A.Gray
- Desmodium cinereum (Kunth)DC.
- Desmodium coloniense M.E.Jones
- Desmodium concinnum DC.
- Desmodium confertum DC.
- Desmodium conzattii Greenm.
- Desmodium cordifolium (Harms)Schindl.
- Desmodium cordistipulum Hemsl.
- Desmodium craibii H.Ohashi
- Desmodium crassum M.E.Jones
- Desmodium cubense Griseb.
- Desmodium cumanense (Kunth)DC.
- Desmodium cuneatum Hook. & Arn.
- Desmodium cuspidatum (Willd.)Loudon
- Desmodium delicatulum A.Rich.
- Desmodium delotum J.F.Macbr.
- Desmodium densiflorum Hemsl.
- Desmodium denudatum DC.
- Desmodium dichotomum (Willd.)DC.
- Desmodium dillenii Darl.
- Desmodium discolor Vogel
- Desmodium distortum (Aubl.)J.F.Macbr.
- Desmodium dolabriforme Benth.
- Desmodium dregeanum Benth.
- Desmodium duclouxii Pamp.
- Desmodium dutrae Malme
- Desmodium elatum DC.
- Desmodium elegans DC.
- Desmodium ellipticum Macfad.
- Desmodium fernaldii B.G.Schub.
- Desmodium ferrugineum Thwaites
- Desmodium filiforme Zoll. & Moritzi
- Desmodium flagellare Benth.
- Desmodium flexuosum Benth.
- Desmodium floridanum Chapman
- Desmodium foliosum Hemsl.
- Desmodium fulvescens B.G.Schub.
- Desmodium gangeticum (L.)DC.
- Desmodium ghiesbreghtii Hemsl.
- Desmodium glabellum (Michx.)DC.
- Desmodium glabrescens Malme
- Desmodium glabrum (Mill.)DC.
- Desmodium glareorum Pedley
- Desmodium glutinosum (Willd.)Alph.Wood
- Desmodium gracile M.Martens & Galeotti
- Desmodium gracillimum Hemsl.
- Desmodium grahamii A.Gray
- Desmodium grandiflorum DC.
- Desmodium griffithianum Benth.
- Desmodium guadalajaranum S.Watson
- Desmodium guaraniticum (Chodat & Hassl.)Malme
- Desmodium guianense (Aubl.)DC.
- Desmodium gunnii Hook.f.
- Desmodium hannii Schindl.
- Desmodium harmsii Schindl.
- Desmodium hartwegianum Hemsl.
- Desmodium hassleri (Schindl.)Burkart
- Desmodium hayatae H.Ohashi
- Desmodium helenae Buscal. & Muschl.
- Desmodium helleri Peyr.
- Desmodium hentyi Verdc.
- Desmodium heterocarpon (L.)DC.
- Desmodium heterophyllum (Willd.)DC.
- Desmodium hickenianum Burkart
- Desmodium hirtum Guill. & Perr.
- Desmodium hispidum (sv) Franch.
- Desmodium hookerianum D.Dietr.
- Desmodium humifusum (Muhl.)Beck
- Desmodium illinoense A.Gray
- Desmodium incanum DC.
- Desmodium infractum DC.
- Desmodium intermedium Burkart
- Desmodium intortum (Mill.)Urb.
- Desmodium jaliscanum S.Watson
- Desmodium johnstonii B.G.Schub.
- Desmodium jucundum Thwaites
- Desmodium juruenense Hoehne
- Desmodium khasianum Prain
- Desmodium kingianum Prain
- Desmodium kulhaitense Prain
- Desmodium laevigatum (Nutt.)DC.
- Desmodium lamprocarpum Hemsl.
- Desmodium lavanduliflorum Standl.
- Desmodium laxiflorum DC.
- Desmodium leiocarpum (Spreng.)G.Don
- Desmodium leptoclados Hemsl.
- Desmodium leptomeres (S.F.Blake)B.G.Schub. & McVaugh
- Desmodium likabalium Bennet & S.Chandra
- Desmodium limense Hook.
- Desmodium lindheimeri Vail
- Desmodium linearifolium G.Don
- Desmodium lineatum (Michx.)DC.
- Desmodium lobatum Schindl.
- Desmodium longiarticulatum (Rusby)Burkart
- Desmodium luteolum Yunck.
- Desmodium macrocarpum Domin
- Desmodium macrodesmum (S.F.Blake)Standl. & Steyerm.
- Desmodium macropodium Hemsl.
- Desmodium macrostachyum Hemsl.
- Desmodium madrense Hemsl.
- Desmodium marilandicum Darl.
- Desmodium maxonii (Standl.)Standl.
- Desmodium megaphyllum Zoll.
- Desmodium metallicum (Rose & Standl.)Standl.
- Desmodium metcalfei (Rose & J.H.Painter)Kearney & Peebles
- Desmodium mexiae B.G.Schub.
- Desmodium michelianum (Schindl.)B.G.Schub. & McVaugh
- Desmodium michoacanum B.G.Schub. & McVaugh
- Desmodium micranthum (Schindl.)J.F.Macbr.
- Desmodium microphyllum (Thunb.)DC.
- Desmodium miniatura Standl. & L.O.Williams
- Desmodium molliculum (Kunth)DC.
- Desmodium monticola Brandegee
- Desmodium muelleri Benth.
- Desmodium multiflorum DC.
- Desmodium nemorosum Benth.
- Desmodium neomexicanum A.Gray
- Desmodium neurocarpum Benth.
- Desmodium nicaraguense Benth. & Oerst.
- Desmodium nitidum M.Martens & Galeotti
- Desmodium novogalicianum B.G.Schub. & McVaugh
- Desmodium nudiflorum (L.)DC.
- Desmodium nuttallii (Schindl.)B.G.Schub.
- Desmodium oblongum Benth.
- Desmodium occidentale (C.V.Morton)Standl.
- Desmodium ochroleucum Canby
- Desmodium oldhamii Oliv.
- Desmodium oojeinense (Roxb.)H.Ohashi
- Desmodium orbiculare Schltdl.
- Desmodium orizabanum Hemsl.
- Desmodium ormocarpoides DC.
- Desmodium ospriostreblum Chiov.
- Desmodium pabulare Hoehne
- Desmodium pachyrhiza Vogel
- Desmodium painteri (Rose & J.H.Painter)Standl.
- Desmodium palmeri Hemsl.
- Desmodium paniculatum (L.)DC.
- Desmodium parkinsonii Hemsl.
- Desmodium parryi Hemsl.
- Desmodium pauciflorum (Nutt.)DC.
- Desmodium pedunculatum (Mill.) DC.
- Desmodium perplexum B.G.Schub.
- Desmodium perrottetii DC.
- Desmodium physocarpos Vogel
- Desmodium platycarpum Benth.
- Desmodium plectocarpum Hemsl.
- Desmodium plicatum Schltdl. & Cham.
- Desmodium poeppigianum (Schindl.) J.F.Macbr.
- Desmodium polygaloides Chodat & Hassl.
- Desmodium polystachyum Schltdl.
- Desmodium prehensile Schltdl.
- Desmodium pringlei S.Watson
- Desmodium procumbens (Mill.) Hitchc.
- Desmodium prodigum (Schindl.) Standl.
- Desmodium prostratum Brandegee
- Desmodium pryonii DC.
- Desmodium pseudoamplifolium Micheli
- Desmodium psilocarpum A.Gray
- Desmodium psilophyllum Schltdl.
- Desmodium pubens (Torr. & A.Gray) M.J.Young
- Desmodium pullenii Pedley
- Desmodium purpusianum (Schindl.) B.G.Schub.
- Desmodium purpusii Brandegee
- Desmodium pycnotrichum Pedley
- Desmodium ramosissimum G.Don
- Desmodium renifolium (L.) Schindl.
- Desmodium retinens Schltdl.
- Desmodium rhombifolium DC.
- Desmodium rhynchodesmum (S.F.Blake) Standl.
- Desmodium rhytidophyllum Benth.
- Desmodium riedelii (Schindl.)Burkart
- Desmodium rigidum (Elliott)DC.
- Desmodium rosei B.G.Schub.
- Desmodium rotundifolium (Michx.)DC.
- Desmodium rubrum (Lour.)DC.
- Desmodium saccatum B.G.Schub.
- Desmodium salicifolium (Poir.)DC.
- Desmodium sandwicense E.Mey.
- Desmodium saxatile (C.V.Morton)B.G.Schub. & McVaugh
- Desmodium scalare B.G.Schub. & McVaugh
- Desmodium schindleri B.G.Schub.
- Desmodium schubertiae H.Ohashi
- Desmodium schubertianum Standl. & L.O.Williams
- Desmodium schusteri (Schindl.)Standl.
- Desmodium schweinfurthii Schindl.
- Desmodium sclerophyllum Benth.
- Desmodium scopulorum S.Watson
- Desmodium scorpiurus (Sw.)Desv.
- Desmodium scutatum Hemsl.
- Desmodium securiforme Benth.
- Desmodium seleri (Schindl.)Standl. & Steyerm.
- Desmodium sequax Wall.
- Desmodium sericeum (Schindl.)Standl.
- Desmodium sericocarpum Hemsl.
- Desmodium sericophyllum Schltdl.
- Desmodium serotinum (Willd.)DC.
- Desmodium sessilifolium Torr. & A.Gray
- Desmodium setigerum (E.Mey.)Harv.
- Desmodium siamense (Schindl.)Craib
- Desmodium skinneri Hemsl.
- Desmodium sonorae A.Gray
- Desmodium spirale Griseb.
- Desmodium stenophyllum Pamp.
- Desmodium stolzii Schindl.
- Desmodium strictum (Pursh)DC.
- Desmodium strigillosum Schindl.
- Desmodium strobilaceum Schltdl.
- Desmodium styracifolium (Osbeck)Merr.
- Desmodium subsecundum Vogel
- Desmodium subsericeum Malme
- Desmodium subsessile Schltdl.
- Desmodium subsimplex (Benth.)Malme
- Desmodium subspicatum S.Watson
- Desmodium subtile Hemsl.
- Desmodium sumichrastii (Schindl.)Standl.
- Desmodium sylvicola Brandegee
- Desmodium tanganyikense Baker
- Desmodium tastense Brandegee
- Desmodium tenax Schindl.
- Desmodium tenuifolium Torr. & A.Gray
- Desmodium tenuipes (S.F.Blake)B.G.Schub.
- Desmodium teres Benth.
- Desmodium tiwiense Pedley
- Desmodium tortuosum (Sw.)DC.
- Desmodium triarticulatum Malme
- Desmodium trichocaulon DC.
- Desmodium trichostachyum Benth.
- Desmodium triflorum (L.)DC.
- Desmodium tweedyi Britton
- Desmodium uncinatum (Jacq.)DC.
- Desmodium urarioides (S.F.Blake)B.G.Schub. & McVaugh
- Desmodium vargasianum B.G.Schub.
- Desmodium varians (Labill.)G.Don
- Desmodium velutinum (Willd.)DC.
- Desmodium venosum Vogel
- Desmodium venustulum Hemsl.
- Desmodium venustum Steud.
- Desmodium vidalii H.Ohashi
- Desmodium violaceum G.Don
- Desmodium virgatus (L.)Willd.
- Desmodium viridiflorum DC.
- Desmodium volubile (Schindl.)B.G.Schub. & McVaugh
- Desmodium wade (Vand.)DC.
- Desmodium weberbaueri (Schindl.)J.F.Macbr.
- Desmodium whitfordii (Schindl.)Pedley
- Desmodium wigginsii B.G.Schub.
- Desmodium williamsii H.Ohashi
- Desmodium wittei B.G.Schub.
- Desmodium wrightii A.Gray
- Desmodium wydlerianum Urb.
- Desmodium xylopodium Greenm.
- Desmodium yungasense Britton
- Desmodium yunnanense Franch.
- Desmodium zenkeri Schindl.
- Desmodium zonatum Miq.